# Testimonianza di un essere vivente
Testimonianza di un essere vivente (生きものの記録?, Ikimono no kiroku), anche noto come Vivo nella paura, è un film del 1955 diretto da Akira Kurosawa.
È stato presentato in concorso al 9º Festival di Cannes.

## Trama
Giappone, anni cinquanta: un anziano padre di famiglia di nome Kiichi Nakajima, titolare di una fonderia, cerca di convincere la propria famiglia a vendere la fabbrica per trasferirsi in Brasile, spaventato dai rischi legati alle armi nucleari (il loro possibile utilizzo, ma anche gli effetti radioattivi delle esplosioni effettuate nel mondo a scopo di test). Egli vuole «sfuggire alle conseguenze delle esplosioni atomiche», come spiega ai giudici, convinto che il Sud America sia l'unica zona del pianeta rimasta sicura. La famiglia però non vuole trasferirsi e chiede al tribunale di interdirlo dal disporre dei beni di famiglia.